# Cichlasoma ufermanni
Cichlasoma ufermanni es una especie de peces de la familia Cichlidae en el orden de los Perciformes.

## Morfología
Los machos pueden llegar alcanzar los 25 cm de longitud total.

## Distribución geográfica
Se encuentra en  América Central: vertiente atlántica  de Guatemala y México.